# Víctor Hugo Montaño
Víctor Hugo Montaño (* 1. Mai 1984 in Cali) ist ein ehemaliger kolumbianischer Fußballspieler auf der Position eines Stürmers.

## Karriere

### Als Jugendspieler
Obwohl er in Cali geboren wurde, begann Montaño seine professionelle Karriere als Jugendlicher im Verein CD Los Millonarios in Bogotá. Er zeigte in Kolumbien gute Ansätze und wechselte daher im Alter von 20 Jahren, am 26. Juni 2004, zum gerade in Ligue 1 aufgestiegenen FC Istres, bei dem er einen Ein-Jahres-Vertrag erhielt. Montaño lief in seiner ersten Erstligasaison in 33 Erstligaspielen auf und erzielte zwei Tore, konnte jedoch nicht verhindern, dass sein Verein den letzten Platz in Ligue 1 belegte und wieder in Ligue 2 abstieg.

### Montpellier
Nach dem Abstieg seines Vereines wurde er an den Ligue-2-Club HSC Montpellier verkauft. Während seiner Zeit bei Montpellier wurde er für seine großartige Technik und seinen kraftvollen rechten Fuß bekannt. Nachdem er mit Montpellier vier Saisons in Ligue 2 gespielt hatte, stieg der Club 2009 auf, wobei er als Zweiter nur zwei Punkte hinter dem Ersten, dem RC Lens, zurückblieb. In dieser Saison wurde Montaño mit 15 Toren zweiter der Torschützenliste, er erzielte drei Tore weniger als Grégory Thil, und trug zum Erfolg seines Vereins mit sieben Vorlagen zu Toren bei.
In der ersten Saison seines Clubs in der ersten Liga wurde Montpellier mit 69 Punkten fünfter, nur zwei Punkte hinter einem Champions-League-Platz. Die anderen beiden aufgestiegenen Vereine Le Mans and US Boulogne, schnitten viel schlechter ab und stiegen direkt wieder in die 2. Liga ab, wobei Montaño in den siegreichen Spielen gegen beide Vereine Tore erzielte. Montaño hatte großen Anteil am Erfolg Montpelliers, denn er erzielte in der Saison bei 84 Schüssen elf Treffer, und gab drei Vorlagen, die zu Torerfolgen führten. Einschließlich eines eindrucksvollen Spieles gegen Lille am 22. November 2009, wo seine Mannschaft durch zwei von ihm erzielte Tore mit 2:0 gewann und einem anstrengenden Spiel am 23. Dezember 2009, bei dem seine Mannschaft zu einem dramatischen 2:1-Erfolg gegen Lyon kam.

### Stade Rennes
Nach fünf erfolgreichen Jahren mit HSC Montpellier, wechselte Montaño am 11. Juli 2010 für 6,5 Millionen Euro Ablösesumme nach Rennes. Er unterzeichnete bei diesem Verein einen Vier-Jahres-Vertrag und wurde als Ersatz für Jimmy Briand verpflichtet, der zu Olympique Lyon wechselte. Er absolvierte sein Debüt für den Club am 14. August 2010, dem 1. Spieltag der 1. Liga gegen AS Nancy. Dabei erzielte er das 1:0 und gab eine Vorlage für Yacine Brahimi, so dass sein Team mit 3:0 gewann. Am 9. Januar 2011 erzielte Montaño erstmals zwei Tore in einem Spiel für seinen Club, was in einem Kantersieg vom 7:0 im Coupe de France gegen AS Cannes endete.
Nach einer vernichtenden 1:5-Niederlage gegen den FC Sochaux am 29. Januar 2011, erreichte Rennes durch fünf aufeinanderfolgende Siege am 5. März 2011 vorübergehend die Tabellenspitze der ersten Liga. Montaño war dabei sehr nützlich, denn er erzielte drei Tore in drei engen Spielen. Das erste Tor war am 13. Februar gegen den abstiegsbedrohten OGC Nizza und zwar das Siegtor zum 2:0. Sieben Tage später traf er in der 88. Minute per Elfmeter gegen FC Toulouse und dadurch stieg Stade Rennes in der Tabelle auf den zweiten Platz. Am 26. Februar spielte Rennes als Gastgeber gegen RC Lens, wobei Abdoulrazak Boukari und Montaño trafen und die Mannschaft vom OSC Lille in der Tabelle überholte. Nach diesem Spiel traf Montaño im Rest der Saison nur noch zweimal ins Netz. Er erzielte ein Tor und gab eine Vorlage für Jérôme Leroy beim Sieg gegen AS Saint-Étienne am 15. Mai 2011 sowie traf einmal gegen den Meister Lille am 29. Mai. Rennes ging zum Ende der Saison die Kraft aus und erreichte nur den 6. Platz, aber sicherte sich damit einen Platz in der UEFA-Europa-League-Qualifikation. Montaño beendete seine erste Saison beim bretonischen Verein als wichtiger Teil des Sturmes. Er war in 31 Ligue-1-Spielen aktiv, erzielte neun Tore und gab vier Torvorlagen.

#### Saison 2011/12
Seine zweite Saison in der Bretagne begann ähnlich wie seine erste. Im zweiten Spiel der dritten Qualifikationsrunde gegen den georgischen Verein Olimpi Rustawi erzielte Montaño in der 75. Minute ein Tor und Julien Féret schoss zehn Minuten später ein weiteres, so dass die französische Mannschaft mit 7:2 gewann. Der Start der Erstligasaison verlief ebenfalls eindrucksvoll für Rennes, Montaño erzielte am 1. Spiel ein Tor und gab eine Vorlage zu einem weiteren am 1. Spieltag der neuen Ligue-1-Saison. Diesmal spielte seine Mannschaft gegen den Aufsteiger FCO Dijon und siegte mit 5:1.
Am 18. August 2011 schoss Montaño das Sieg des ersten entscheidenden Europa League Play-off-Spiel gegen Roter Stern Belgrad in Serbien. Sein Siegtor zum 2:0 in der 75. Minute sicherte Stade Rennes die Kontrolle über das Spiel und favorisierte sie dabei, die Gruppenphase zu erreichen. Im zweiten Spiel eröffnete Montaño den Torreigen mit seinem Treffer in der 10. Minute und wurde später gegen Stéphane Dalmat ausgewechselt, wobei Rennes zuhause 4:0 gewann und de Gesamtbilanz 6:1 für Rennes ausging. Am 18. September brachte Montaño seine Mannschaft in der 19. Minute mit 1:0 gegen AS Nancy in Führung, nachdem ihm sein Sturmpartner Jonathan Pitroipa den Ball vorgelegt hatte. Das Spiel endete in einem 1:1-Unentschieden.

### Rückkehr zu Montpellier
Am 7. August 2013 kehrte Montaño zu HSC Montpellier zurück. Er unterschrieb einen Dreijahresvertrag bis zum 30. Juni 2017 und soll den Verein 800.000 Euro Ablöse gekostet haben. Am 2. Januar 2015 wurde der Vertrag einvernehmlich aufgelöst. Montaño spielte 222-mal für Montpellier und erzielte dabei 54 Tore.

### Deportivo Toluca
Am 3. Januar 2015 wechselte Montaño zu Deportivo Toluca.

## Karriere in der Nationalmannschaft Kolumbiens
Montaño spielte mit dem kolumbianischen U-20-Fußballnationalmannschaft bei der Junioren-Fußballweltmeisterschaft 2003 in den Vereinigten Arabischen Emiraten und half Kolumbien dabei, durch einen 2:1-Sieg gegen Argentinien den dritten Platz zu erringen.
Am 26. März 2011 hatte er sein Debüt in der A-Nationalmannschaft beim 2:0-Sieg in einem Freundschaftsspiel gegen Ecuador.